# Kentarō Yabuki
矢吹 健太朗
Œuvres principales
- Black Cat
- To Love-ru
- To Love Darkness
- Darling in the Franxx
- Ayakashi Triangle

Kentarō Yabuki (矢吹 健太朗), né le 4 février 1980 à Kōchi au Japon, est un mangaka japonais. Il est principalement connu pour les œuvres Black Cat et To Love-ru.

## Biographie
Kentarō Yabuki commence à griffonner ses premiers dessins pendant son enfance lors d'un séjour à l'hôpital. En 1999, Yabuki sort son premier manga, Yamato Gensoki.
Il réalise ensuite la série qui le fait devenir célèbre, Black Cat, qui compte vingt volumes, dont le premier est sorti en 2000, et est édité pour la première fois en France en 2003. Une adaptation en anime a vu le jour.
Il travaille entre 2006 et 2009 en collaboration avec Saki Hasemi sur To Love-ru, lui aussi adapté en anime. D'octobre 2010 a mars 2017 il publie la série To Love Darkness, suite de To Love-ru.
Il est également, en 2009, l'illustrateur de la version manga de Mayoi Neko Overrun!.

## Œuvres
- 1998 : Yamato Gensoki
- 1999 : Jigen Bakuju
- 2000 - 2004 : Black Cat, publié en France aux éditions Glénat.
- 2004 : Trans Boy, dans les numéros 37-38 du Shonen Jump.
- 2006 - 2009 : To Love - Trouble (scénario de Saki Hasemi), publié en France aux éditions Tonkam.
- 2009 : Futagami Double, one-shot publié dans le numéro 4 du Shonen Jump.
- 2009 : Mayoi Neko Overrun!, publié dans le Jump Square.
- 2010 - 2017 : To Love Darkness (scénario de Saki Hasemi), suite de To Love - Trouble, publié en France aux éditions Tonkam.
- 2017 - 2020 : Darling in the FranXX
- 2020 - 2023 : Ayakashi Triangle